# Werkstätten-Mitwirkungsverordnung
Die Werkstätten-Mitwirkungsverordnung (kurz: WMVO) ist eine Rechtsverordnung des Bundesministeriums für Arbeit und Sozialordnung, welche die Mitbestimmung und Mitwirkung von Menschen mit Behinderung in Werkstätten für behinderte Menschen (WfbM) regelt.

## Entstehungsgeschichte
§ 14 der Werkstättenverordnung sah seit 1980 vor, Menschen mit Behinderungen eine angemessene Mitbestimmung und Mitwirkung durch Werkstatträte sowie Frauenbeauftragte zu ermöglichen. Aufgrund dieser Regelung wurden in vielen Werkstätten praktische Mitbestimmungsmodelle entwickelt.
Nähere Bestimmungen zur Wahl und zur Zusammensetzung der Werkstatträte wurden mit Wirkung zum 1. August 1996 in das Schwerbehindertengesetz eingefügt. § 54c SchwbG enthielt außerdem einer Verordnungsermächtigung für das Bundesministerium für Arbeit und Sozialordnung (BMAS), die Art und den Umfang der Mitwirkung im Einzelnen zu regeln.
Die erste Mitwirkungsverordnung (WMVO) wurde jedoch erst aufgrund § 144 Abs. 2 SGB IX – Rehabilitation und Teilhabe von Menschen mit Behinderungen – erlassen, das zum 1. Juli 2001 in Kraft trat.
Nach Inkrafttreten von Art. 22 des Bundesteilhabegesetzes wurde die WMVO mit Wirkung zum 30. Dezember 2016 reformiert. Aufgaben und Zusammensetzung der Werkstatträte wurden präzisiert (§§ 3, 5 WMVO), außerdem die Einrichtung von Frauenbeauftragten gesetzlich geregelt (§§ 39a–39c WMVO).
Seit dem 1. Januar 2018 ergibt sich die Verordnungsermächtigung aus § 227 SGB IX.

## Wesentliche Inhalte der WMVO

### Anwendungsbereich, Errichtung, Zusammensetzung und Aufgaben des Werkstattrats
Im ersten Abschnitt sind der Anwendungsbereich der WMVO  sowie die Erreichung, Zusammensetzung und Aufgaben des Werkstattrates geregelt.
Die WMVO gilt für die Mitbestimmung und die Mitwirkung von behinderten Menschen im Arbeitsbereich anerkannter Werkstätten (§ 58 SGB IX) in Werkstattangelegenheiten und die Interessenvertretung der in Werkstätten beschäftigten behinderten Frauen durch Frauenbeauftragte. Da Werkstattbeschäftigte zu den Werkstätten gem. § 222 Abs. 1 SGB IX in der Regel in einem arbeitnehmerähnlichen Rechtsverhältnis stehen, ist das für Arbeitnehmer geltende Betriebsverfassungsgesetz nicht anwendbar. Außerdem findet die WMVO keine Anwendung auf Religionsgemeinschaften und ihre Einrichtungen, soweit sie eigene gleichwertige Regelungen getroffen haben.
Wie viele Mitglieder der Werkstattrat hat, hängt von der Anzahl der Wahlberechtigten ab und beträgt zwischen drei Mitgliedern in Werkstätten mit bis zu 200 Wahlberechtigten und dreizehn Mitgliedern in Werkstätten mit mehr als 1500 Wahlberechtigten (§ 3 WMVO).
Die Aufgaben des Werkstattrates beinhalten gem. § 4 WMVO insbesondere
- darüber zu wachen, dass die zugunsten der Werkstattbeschäftigten geltenden Gesetze, Verordnungen, Unfallverhütungsvorschriften und mit der Werkstatt getroffenen Vereinbarungen durchgeführt werden,
- Maßnahmen, die dem Betrieb der Werkstatt und den Werkstattbeschäftigten dienen, bei der Werkstatt zu beantragen und
- Anregungen und Beschwerden von Werkstattbeschäftigten entgegenzunehmen und, falls sie berechtigt erscheinen, durch Verhandlungen mit der Werkstatt auf eine Erledigung hinzuwirken.

In den Angelegenheiten, in denen der Werkstattrat ein Mitwirkungs- oder Mitbestimmungsrecht hat (§ 5 Abs. 1 und Abs. 2 WMVO), hat die Werkstatt den Rat vor Durchführung einer Maßnahme rechtzeitig, umfassend und in angemessener Weise zu unterrichten und anzuhören (§ 5 Abs. 3 WMVO). Eine Unterrichtungspflicht besteht etwa bei   Beendigung des arbeitnehmerähnlichen Rechtsverhältnisses zur Werkstatt, Versetzungen und Umsetzungen sowie bei der Einstellung, Versetzung und Umsetzung des Fachpersonals und des sonstigen Personals der Werkstatt (§ 7 Abs. 1 WMVO).
Der Werkstattrat arbeitet mit dem Betriebs- oder Personalrat, der Schwerbehindertenvertretung und anderen Vertretungen innerhalb der Einrichtung wie einem Eltern- und Betreuerrat vertrauensvoll zusammen (§ 8 WMVO).
Außerdem führt der Werkstattrat mindestens einmal im Kalenderjahr eine Versammlung der Werkstattbeschäftigten durch (§ 9 WMVO).

### Wahl des Werkstattrats
Im Abschnitt 2 sind die Wahlen des Werkstattrates geregelt.
Wählen dürfen alle Beschäftigten in der Werkstatt, sofern sie keine Arbeitnehmer sind. Wählbar sind alle Werkstattbeschäftigten, die am Wahltag seit mindestens sechs Monaten in der Werkstatt beschäftigt sind (§ 10, § 11 WMVO). Für die Wahl wird ein Wahlvorstand bestimmt, welcher für die Durchführung der Wahl zuständig ist. Dieser hat die Aufgabe, eine Liste aller Wahlberechtigten zu erstellen. Außerdem muss ein Wahlausschreiben erstellt werden, auf dem alle nötigen Informationen zur Werkstattratswahl festgehalten sind. Vorschläge für Mitglieder werden dem Wahlvorstand eingereicht und dieser muss bis spätestens eine Woche vor der Wahl eine Liste mit allen Bewerbern bekannt geben.
Gewählt wird der Werkstattrat in einer geheimen und unmittelbaren Wahl (§ 21 WMVO). Gewählt sind die Bewerber, die die meisten Stimmen erhalten haben. Bei Stimmengleichheit entscheidet das Los (§ 23 Abs. 2 WMVO). Die Wahl kann wegen Verstoßes gegen die Wahlvorschriften beim Arbeitsgericht angefochten werden, es sei denn, dass durch den Verstoß gegen die Wahlvorschriften das Wahlergebnis nicht geändert oder beeinflusst werden konnte (§ 21 WMVO).

### Amtszeit des Werkstattrats
Die Amtszeit des Werkstattrates beträgt vier Jahre.

### Geschäftsführung des Werkstattrats
Der 4. Abschnitt regelt die Geschäftsführung durch den Werkstattrat sowie die Rechte und Pflichten der Mitglieder.
Der aus der Mitte der gewählten Ratsmitglieder gewählte Vorsitzende beruft die Sitzungen ein und leitet sie. Er legt auch die Tagesordnung fest. Beschlüsse werden mit Stimmenmehrheit gefasst, die Sitzungsniederschrift von dem Vorsitzenden und einem weiteren Ratsmitglied unterzeichnet (§ 35 WMVO).
Die Mitglieder sind zur Wahrnehmung ihrer Aufgaben von ihrer Tätigkeit in der Werkstatt ohne Minderung des Arbeitsentgeltes zu befreien, etwa zur Abhaltung von Sitzungen des Werkstattrats oder von Sprechstunden während der Beschäftigungszeit sowie für die Teilnahme an Schulungs- und Bildungsveranstaltungen (§ 33, § 37 WMVO). Sie haben über die ihnen wegen ihres Amtes bekannt gewordenen persönlichen Angelegenheiten von Werkstattbeschäftigten sowie Betriebs- und Geschäftsgeheimnisse der Werkstatt Stillschweigen zu bewahren. Die durch die Tätigkeit des Werkstattrats entstehenden Kosten trägt die Werkstatt einschließlich der Kosten für Schulungs- und Bildungsveranstaltungen (§ 39 WMVO). Außerdem hat die Werkstatt für die Sitzungen, die Sprechstunden und die laufende Geschäftsführung in erforderlichem Umfang Räume, sächliche Mittel und eine Bürokraft zur Verfügung zu stellen, auf Wunsch des Werkstattrats auch eine Vertrauensperson, die ihn bei der Erfüllung seiner Aufgaben unterstützt.

### Frauenbeauftragte
Die Frauenbeauftragte wird gleichzeitig mit dem Werkstattrat gewählt und vertritt die Interessen der in der Werkstatt beschäftigten behinderten Frauen gegenüber der Werkstattleitung, insbesondere in den Bereichen Gleichstellung von Frauen und Männern, Vereinbarkeit von Familie und Beschäftigung sowie Schutz vor körperlicher, sexueller und psychischer Belästigung oder Gewalt. Dazu soll sie einmal im Monat mit der Werkstattleitung zu einer Besprechung zusammenkommen. Sie hat auch das Recht, an den Sitzungen des Werkstattrates teilzunehmen und zur Wahrnehmung ihrer Aufgaben von ihrer Tätigkeit in der Werkstatt ohne Minderung des Arbeitsentgeltes befreit zu werden (§ 39a WMVO).

## Kritik
Trotz einer Stärkung des Werkstattrats durch das Bundesteilhabegesetz bleiben die Regelungen der WMVO hinter den Rechten der Schwerbehindertenvertretung und der Mitbestimmung durch Betriebsräte in Betrieben des allgemeinen Arbeitsmarkts zurück.